# Eduard De Vos
Edouard Jean Florimond (Eduard) De Vos (Gent, 19 januari 1833 – Gent, 21 juli 1890) was een Belgisch koordirigent en componist.
Hij was zoon van Pauline Marie De Somere en onderwijzer Jean Bernard De Vos. Hijzelf was getrouwd met Hortense Capitaine en Auguste Marie Jacqueline Maes. Hij was ridder in de Leopoldsorde.
Hij kreeg zijn eerste muzieklessen binnen de familie en wel van oom Edouard de Somere, later van Albert Dommande, dan meest zang. Verdere opleiding genoot hij aan het Stedelijk Conservatorium Gent bij Auguste Merlé, Philippe Toerbée en ook Martin-Joseph Mengal. De Vos werd zelf al snel docent aan genoemde conservatorium Vanaf 1870 tot 1890 gaf hij er les in notenleer, samenzang, Nederlandse en Franse zang. Vooral in Gent was hij bekend als dirigent van het koor van de Onze-Lieve-Vrouw Sint-Pieterskerk (tussen 1854 en 1879) en "Société royale des Choeurs" (tussen 1855-1885). Met dat laatste won hij wel prijzen bij zangwedstrijden in Frankrijk: Sint-Omaars in 1859, Reims (1859) en Cambrai (18650. In die periode gaf hij ook wel les aan de Gentse rijksnormaalschool, de "Société des Choeurs" in Ieper (1871-1874) en de "Stedelijke Muziekschool Ieper" (1871-1873).
Naast deze werkzaamheden schreef hij ook een aantal gelegenheidswerken en religieuze muziek.